# Mike Johnston
Mike Johnston (* 19. Februar 1957 in Dartmouth, Nova Scotia) ist ein kanadischer Eishockeytrainer, der von Juni 2014 bis Dezember 2015 als Cheftrainer bei den Pittsburgh Penguins in der National Hockey League unter Vertrag stand. Zuvor sammelte er Erfahrungen als Assistenztrainer der Vancouver Canucks und der Los Angeles Kings, ehe er von 2008 bis 2014 bei den Portland Winterhawks in der Western Hockey League aktiv war.
Zudem betätigt sich Johnston als Autor von Sachbüchern zum Thema Trainingslehre im Eishockey.

## Karriere

### Spielertrainer in Australien
Mike Johnston studierte nach abgeschlossener Schulausbildung an der Acadia University sowie an der Brandon University, um Sportlehrer zu werden. Parallel spielte er an beiden Hochschulen aktiv Eishockey und wurde 1978 bei den Acadia Axemen in die Ehrenliste (honour roll) aufgenommen. Im Alter von 22 Jahren schloss er sein Studium ab, fand jedoch in der Folge keine Anstellung, sodass er sich entschloss, eine Karriere als aktiver Eishockeyspieler im Ausland zu beginnen. Während seiner Zeit an der Brandon University spielte er mit der Mannschaft in Österreich und der Schweiz und kontaktierte daher die Canadian Amateur Hockey Association, um Adressen von Mannschaften aus beiden Staaten zu erhalten. Dabei soll ihn die vermittelnde Angestellte zuerst falsch verstanden und ihm statt Adressen aus Österreich (engl. Austria) jene aus Australien (engl. Australia) durchgegeben haben.
In der Folge kontaktierte Johnston auch die australischen Teams, wobei er von den Newcastle North Stars eine positive Antwort erhielt. Der Kanadier verbrachte zwei Saisons in Australien, eine bei den North Stars und eine bei den Sydney Bears, wobei das organisierte Eishockey dort erst im Aufbau begriffen war und er nicht nur als Spieler, sondern auch als Trainer fungierte. Im Rückblick bezeichnete Johnston diese Erfahrung als sehr wertvoll für seine spätere Karriere, da in Australien niemand etwas von Eishockey verstanden hätte und er somit als Trainer experimentieren konnte.

### Rückkehr nach Kanada
1982 kehrte der Kanadier in seine Heimat zurück und war in der Folge über zehn Jahre an verschiedenen Universitäten bzw. Colleges Kanadas tätig: von 1982 bis 1987 als Cheftrainer am Augustana University College (heute in die University of Alberta eingegliedert), zwei Jahre als Assistenztrainer an der University of Calgary sowie von 1989 bis 1994 als Cheftrainer an der University of New Brunswick. Parallel studierte er selbst erneut und erlangte einen Master in Trainingslehre von der Acadia University, in dessen Folge er sich später als Autor von Sachbüchern betätigte.
1994 verließ er den Universitätssport und arbeitete fünf Jahre lang in verschiedenen Positionen für die Kanadische Nationalmannschaft. So war er bei vier Weltmeisterschaften verantwortlicher General Manager, ehe er bei der WM 1999 erstmals selbst die Position des Cheftrainers übernahm und mit der Mannschaft den vierten Platz erreichte. Ebenso führte Johnston die kanadische Nationalmannschaft zu drei Goldmedaillen beim Spengler Cup. Darüber hinaus war er Assistenztrainer bei den Olympischen Winterspielen 1998 und bei drei U20-Weltmeisterschaften.
Mit Beginn der Saison 1999/2000 war Johnston erstmals in der National Hockey League aktiv, als er als Assistenztrainer bei den Vancouver Canucks eingestellt wurde. Dort war er unter Headcoach Marc Crawford tätig, mit dem er bereits bei den Olympischen Spielen 1998 zusammengearbeitet hatte und der zeitgleich mit ihm seine Tätigkeit bei den Canucks aufnahm. Nach sechs Spielzeiten wurden beide entlassen, sodass sich Johnston, erneut als Assistenztrainer unter Crawford, den Los Angeles Kings anschloss. In Los Angeles blieb Johnston nur zwei Spielzeiten und war parallel erneut für die Nationalmannschaft tätig, die er bei zwei Weltmeisterschaften als Assistenztrainer begleitete. Insgesamt ist er damit an zwei Goldmedaillen, zwei Silbermedaillen und einer Bronzemedaillen bei Weltmeisterschaften beteiligt gewesen. Nach der Saison 2007/08 wurden er und Crawford entlassen, woraufhin Johnston die Position des Cheftrainers bei den Portland Winterhawks aus der Western Hockey League (WHL) übernahm.

### Portland Winterhawks
Bei den Winterhawks war Johnston als Trainer und General Manager zugleich tätig und erreichte parallel dazu mit der U18-Nationalmannschaft den vierten Platz bei der U18-WM 2009. In insgesamt sechs Spielzeiten in Portland verbesserte Johnston vor allem die Offensive der Mannschaft und hatte maßgeblichen Anteil daran, dass das Team von 2011 bis 2014 vier Mal das Finale um den Ed Chynoweth Cup erreichte und diesen 2013 auch gewann.
In dieser sportlich erfolgreichsten Saison war Johnston allerdings nur eingeschränkt als Cheftrainer der Winterhawks aktiv. Die Canadian Hockey League hatte ihn nach 25 Spielen der Saison 2012/13 für den Rest der Spielzeit gesperrt; Grund waren wiederholte Verstöße gegen das Reglement der Liga in Bezug auf Spielerverträge. Über einen Zeitraum von vier Jahren soll das Franchise wiederholt nicht erlaubte Sonder-Belohnungen in Verträgen verankert haben, beispielsweise bezahlte Flüge für die Familien der Spieler oder Sommer-Trainingscamps. Neben Johnstons Sperre wurde eine Geldstrafe in Höhe von 200.000 US-Dollar erhoben; zudem verloren die Winterhawks die Wahlrechte für diverse WHL-Bantam-Drafts. Seine Verpflichtungen als Trainer und General Manager übernahm bis zum Saisonende Co-Trainer Travis Green.

### Pittsburgh Penguins
Im Juni 2014 wurde Jim Rutherford als neuer General Manager bei den Pittsburgh Penguins eingestellt, der in erster Amtshandlung den bisherigen Trainer Dan Bylsma entließ und Johnston als Nachfolger einstellte. Zuvor wurde Johnston auch bei den Vancouver Canucks, bei denen er bereits jahrelang als Assistenztrainer tätig war, als Headcoach gehandelt. Im Dezember 2015 wurde er samt Assistenztrainer Gary Agnew entlassen; seine Nachfolge trat Mike Sullivan an.

## Erfolge und Auszeichnungen
- 2013 Ed Chynoweth Cup mit den Portland Winterhawks

## NHL-Trainerstatistik
| Team                | Saison  | reguläre Saison | reguläre Saison | reguläre Saison | reguläre Saison | reguläre Saison | reguläre Saison   | Play-offs | Play-offs | Play-offs                |
| Team                | Saison  | Spiele          | S               | N               | OTL             | Pts             | Platz             | S         | N         | Resultat                 |
| ------------------- | ------- | --------------- | --------------- | --------------- | --------------- | --------------- | ----------------- | --------- | --------- | ------------------------ |
| Pittsburgh Penguins | 2014/15 | 82              | 43              | 27              | 12              | 98              | 4. (Metropolitan) | 1         | 4         | Conference-Viertelfinale |
| Pittsburgh Penguins | 2015/16 | 28              | 15              | 10              | 3               | 33              | entlassen         | –         | –         | –                        |
| Gesamt              | Gesamt  | 110             | 58              | 37              | 15              | 131             | 0 Divisionstitel  | 1         | 4         | 0 Stanley Cups           |

S=Siege; N=Niederlagen; OTL=Niederlage in Verlängerung bzw. Shootout; Pts=Punkte

## Persönliches
Johnston ist verheiratet und hat zwei Kinder, einen Sohn und eine Tochter.

## Veröffentlichungen
(jeweils gemeinsam mit Ryan Walter)
- Simply the Best: Insights and Strategies from Great Hockey Coaches. Heritage House Publishing Company, 2007, ISBN 978-1-894974-37-0.
- Simply the Best: Players on Performance. Heritage House Publishing Company, 2007, ISBN 978-1-894974-24-0.
- Hockey Plays and Strategies. Human Kinetics, 2009, ISBN 978-0-7360-7634-0.